# María Justa de Jesús
Sœur Maria Justa de Jesús (née le 6 janvier 1667 à La Victoria de Acentejo, Tenerife, et décédée en 1723 à La Orotava, Tenerife) était une franciscaine espagnole et une religieuse mystique.

## Biographie
Née à La Victoria de Acentejo, au nord de l'île de Tenerife, elle professait comme religieuse franciscaine au Convento de San José de la Villa de La Orotava. Sa vie était enveloppée de mysticisme, mais aussi de controverse, à cause des intrigues conventuelles engendrées par les rivalités entre les ordres religieux et le rôle joué en dehors par les classes supérieures de la ville.
De sœur Maria Justa de Jesus, il a été dit que la Sainte Inquisition avait ouvert un procès pour faux et même sorcellerie. On l'a accusée de pratiquer la doctrine moliniste. Il a même été suggéré que la relation avec son confesseur n'était pas entièrement appropriée pour une religieuse comme elle l'était. Son biographe et confesseur, Fray Andrés de Abreu, a jeté au feu la biographie qu'il avait écrite au sujet de la religieuse, si bien qu'on ne connait de sa vie que très peu de choses.
Cependant, le frère dominicain José Herrera a mentionné que parmi ses vertus était de rendre la vue aux aveugles, faire entendre les sourds et les muets en parlant. De même guérir les boiteux et estropiés, guérir toutes sortes de maladies et expulser les démons, entre autres miracles.
Selon les écrits anciens, sœur Maria Justa guérit les malades, transmettant les maux et les maladies qui les affligeaient à sa propre personne. De cette façon procèdent les prêtres chamaniques dans d'autres cultures pour la guérison des convalescents, ce qui eut pour conséquence que María Justa fut surnommée « La Chamán ». Ceci n'a fait que nourrir les soupçons de ceux qui l'ont accusée de fraude et d'alumbrada (illuminisme). Pendant ces guérisons, la religieuse a souffert de multiples maux, qui couvrirent son corps de plaies et produisirent une élévation de la température de son corps, ce qui l'a amenée au seuil de la mort.
Sœur María Justa est décédée en 1723. Selon les chroniques de l'époque, son corps présentait des signes de sainteté, tels que la souplesse, les parfums agréables et la fluidité de son sang. Sœur María Justa de Jesús avait beaucoup de détracteurs qui l'accusaient d'être une fraudeuse, mais aussi de nombreux défenseurs qui croyaient en sa sainteté et après sa mort, l'Ordre franciscain aux Canaries a initié un processus de canonisation qui a fait que la controverse et s'est trouvé paralysé.
Son cas a été lié au phénomène des « Alumbrados » qui ont surgi dans les petites villes du centre de la Castille entre les XVe et le XVIe siècles. C'étaient des gens qui professaient des doctrines jugées hérétiques par l'Église catholique, qui croyaient à l'union de l'Étre avec Dieu seulement au travers des expériences mystiques et une prière privée, sans médiation des sacrements.